# Marcel Gery
Marcel Gery (Cífer, 15 marzo 1965) è un ex nuotatore canadese.
Specializzato nella farfalla ha vinto la medaglia di bronzo nella staffetta 4 × 100 m misti alle Olimpiadi di Barcellona 1992.

## Palmarès
- Giochi olimpici

Barcellona 1992: bronzo nella staffetta 4 × 100 m misti (per il  Canada).
- Europei

1985 - Sofia: bronzo nei 100 m farfalla (per la  Cecoslovacchia).
- Giochi PanPacifici

1987 - Brisbane: bronzo nei 200 m sl (per il  Canada).
1991 - Edmonton: argento nei 100 m farfalla (per il  Canada).
- Vincitore della Coppa del Mondo di farfalla nel 1990 e nel 1991 (per il  Canada).